# Vittaria longipes
Vittaria longipes är en kantbräkenväxtart som beskrevs av Sod. Vittaria longipes ingår i släktet Vittaria och familjen Pteridaceae. Inga underarter finns listade.